# War Games (альбом Grave Digger)
War Games — третій студійний альбом німецького хеві-метал гурту Grave Digger, виданий у 1986 році.

## Список композицій
1. «Keep On Rockin'» — 3:19
2. «Heaven Can Wait» — 3:34
3. «Fire in Your Eyes» — 3:44
4. «Let Your Heads Roll» — 4:06
5. «Love Is Breaking My Heart» — 4:06
6. «Paradise» — 4:14
7. «(Enola Gay) Drop the Bomb» — 3:25
8. «Fallout» — 4:54
9. «Playin' Fools» — 3:57
10. «The End» — 2:31

## Учасники гурту
- Кріс Болтендаль — вокал
- Петер Массон — гітара
- C.F. Frank — бас-гітара
- Альберт Екардт — ударні